# Spiranthinae
Die Spiranthinae sind eine Subtribus in der Pflanzenfamilie der Orchideen (Orchidaceae). Sie enthält (Stand 2018) etwa 40 Gattungen mit etwa 500 Arten. Der Schwerpunkt ihrer Verbreitung ist Südamerika, nur die Gattung der Drehwurzen (Spiranthes) ist fast kosmopolitisch verbreitet.

## Beschreibung und Ökologie

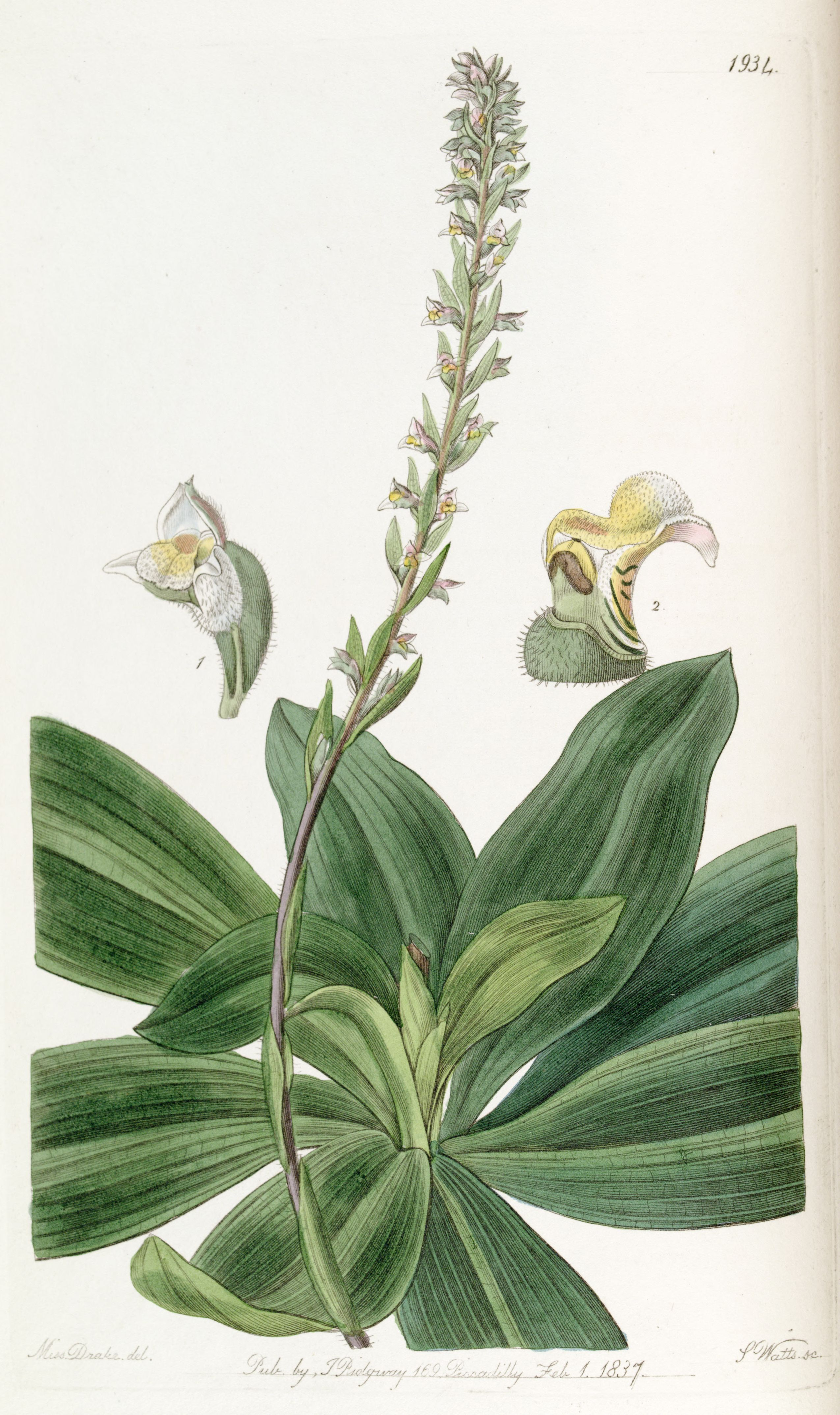
Illustration aus Edwards Botanical Register, Volume 23, 1837, Tafel 1934 von Brachystele bracteosa

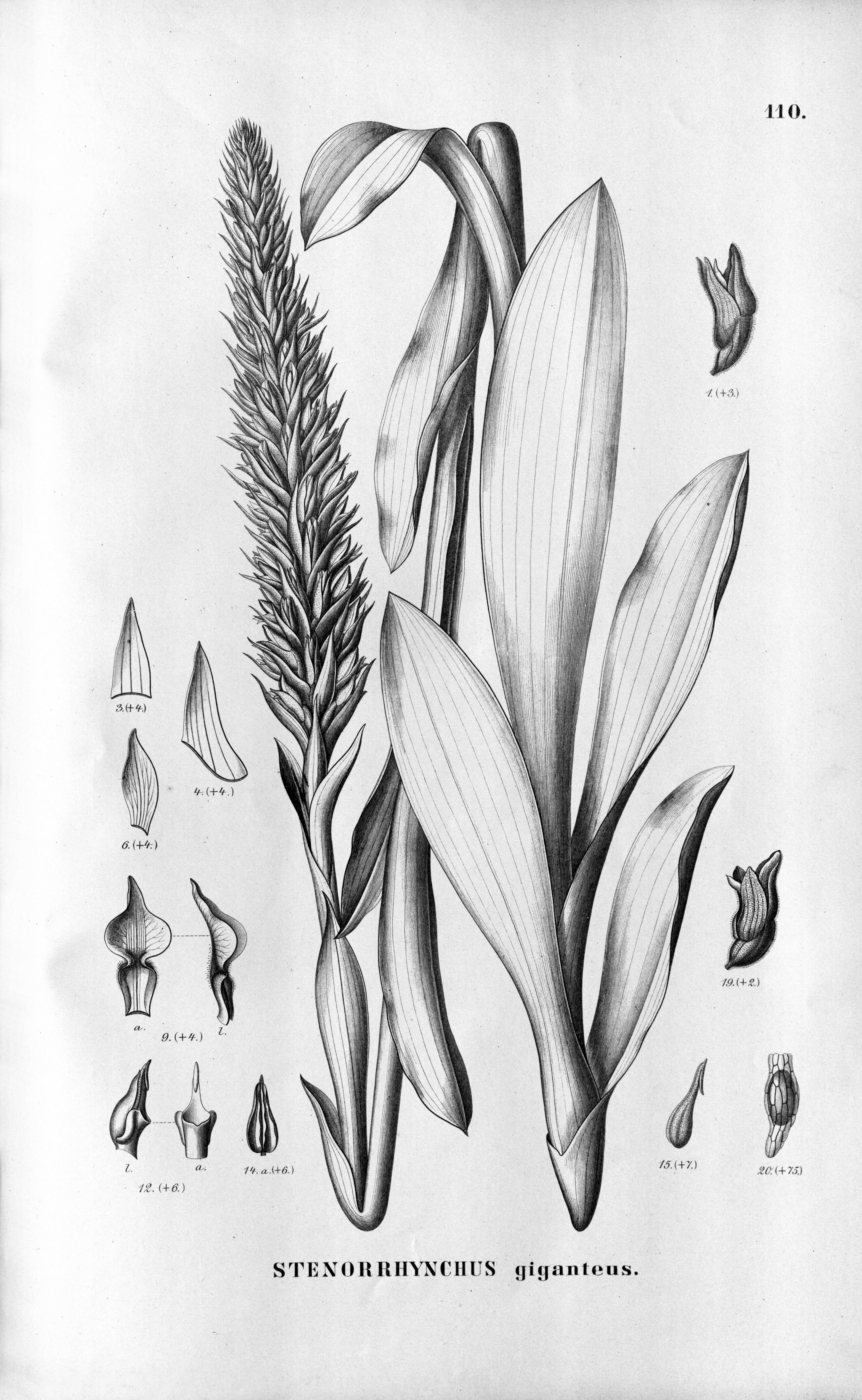
Illustration aus Alfred Cogniaux: Flora Brasiliensis, Volume 3, Part 6: Orchidaceae von Skeptrostachys gigantea

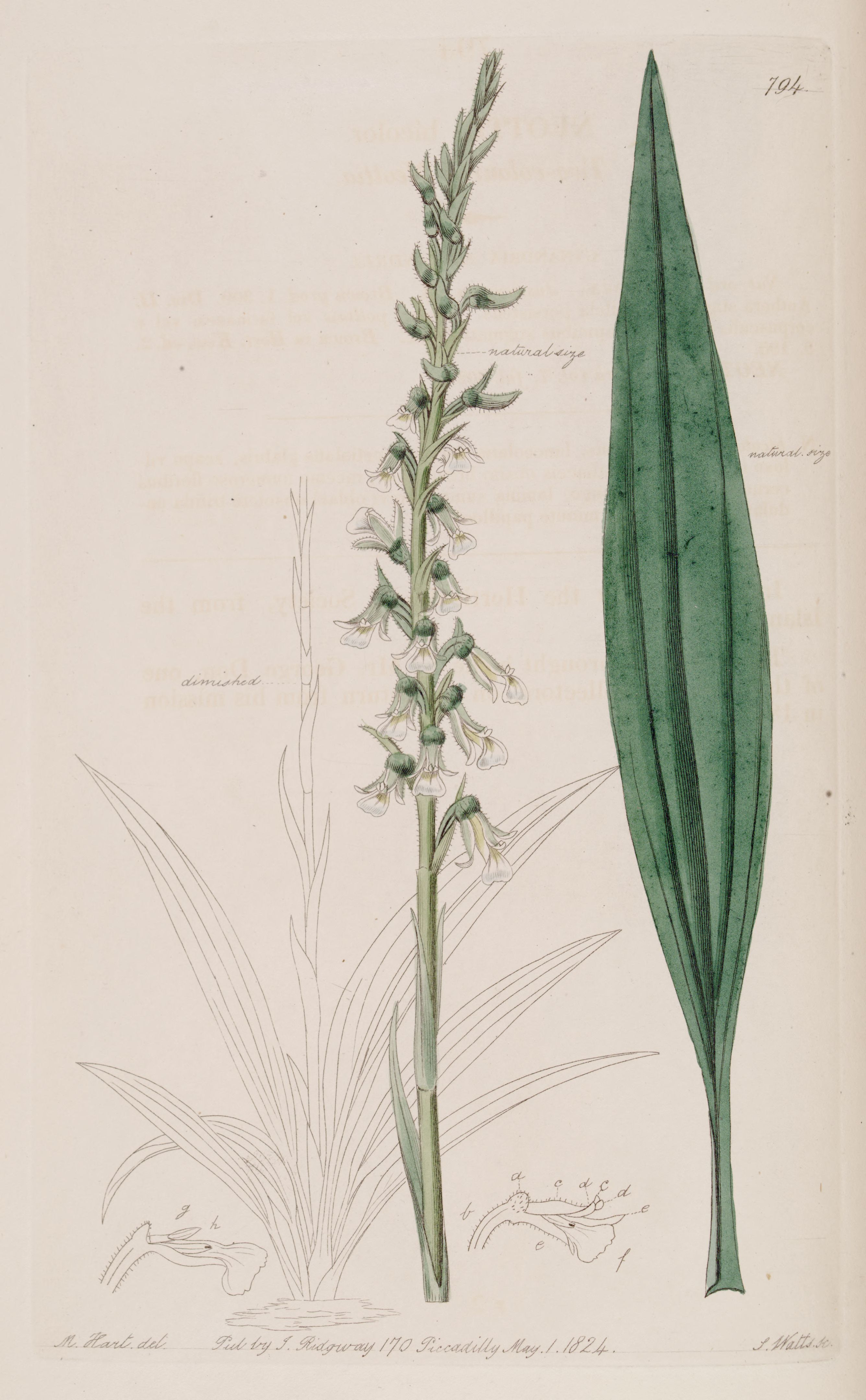
Illustration aus „The Botanical Register“ von Cyclopogon bicolor

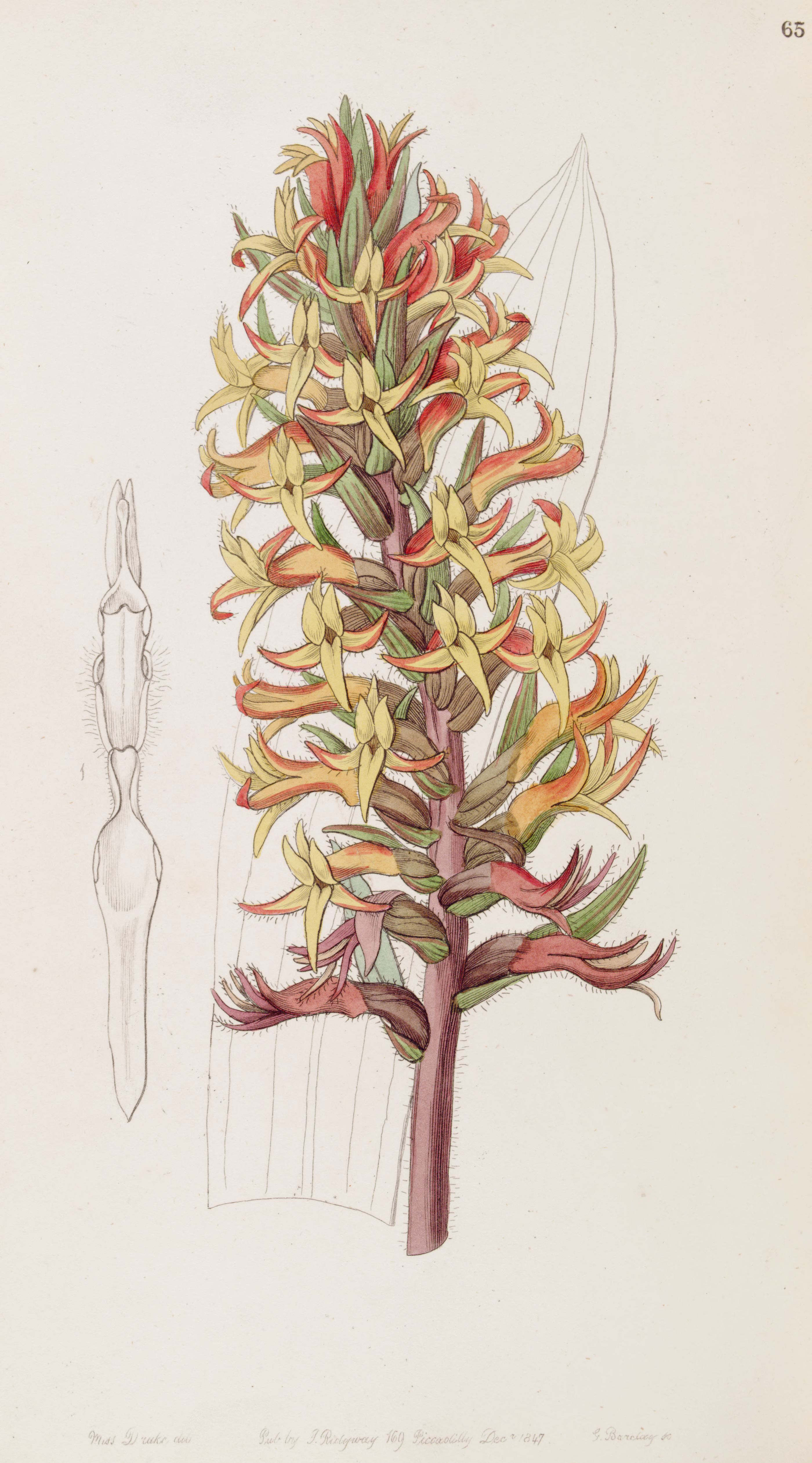
Illustration aus Edwards Botanical Register, Volume 33, 1847, Tafel 65 von Dichromanthus cinnabarinus

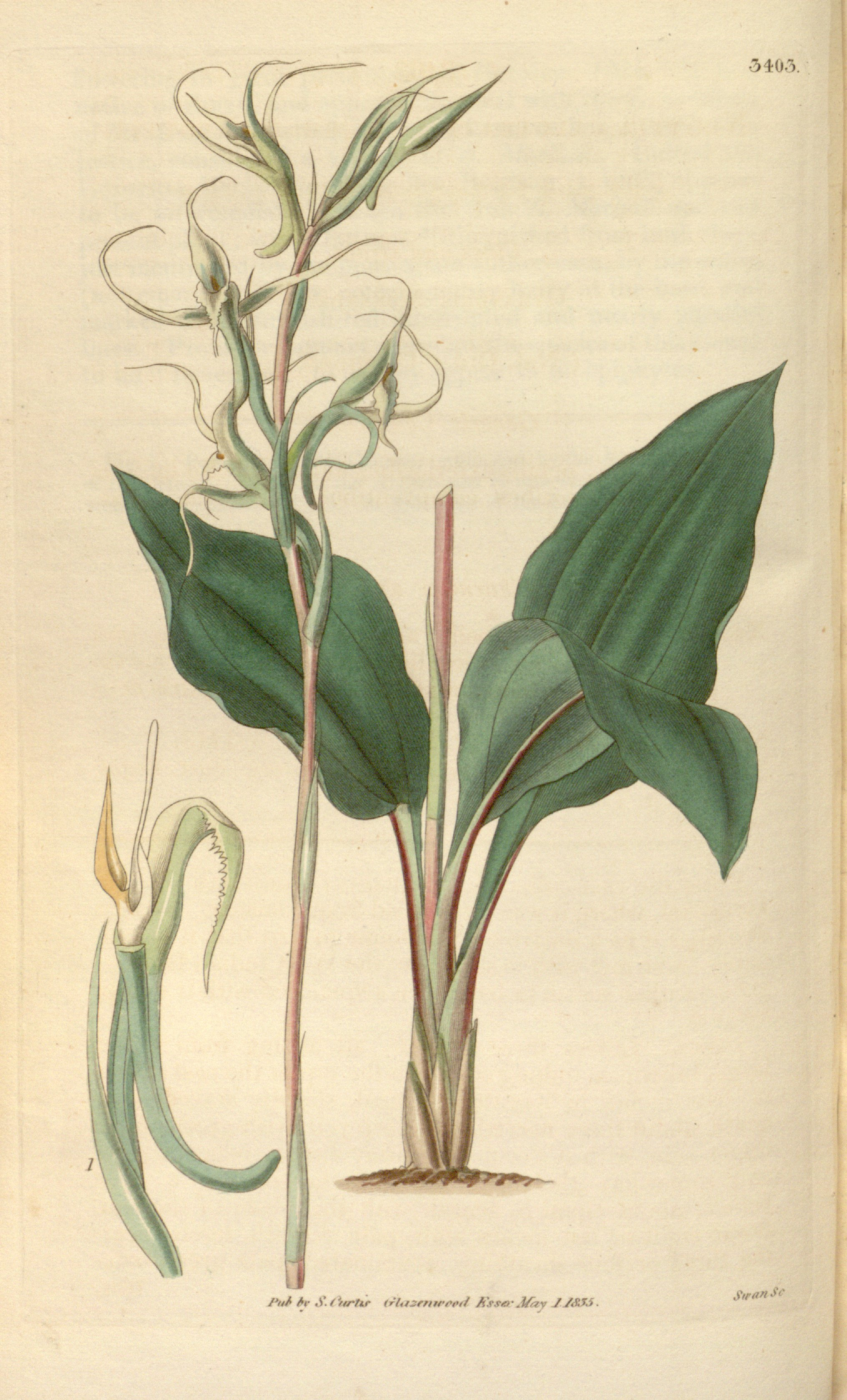
Illustration aus Curtis's Botanical Magazin, Volume 62, 1835, Tafel 3403 von Eltroplectris calcarata

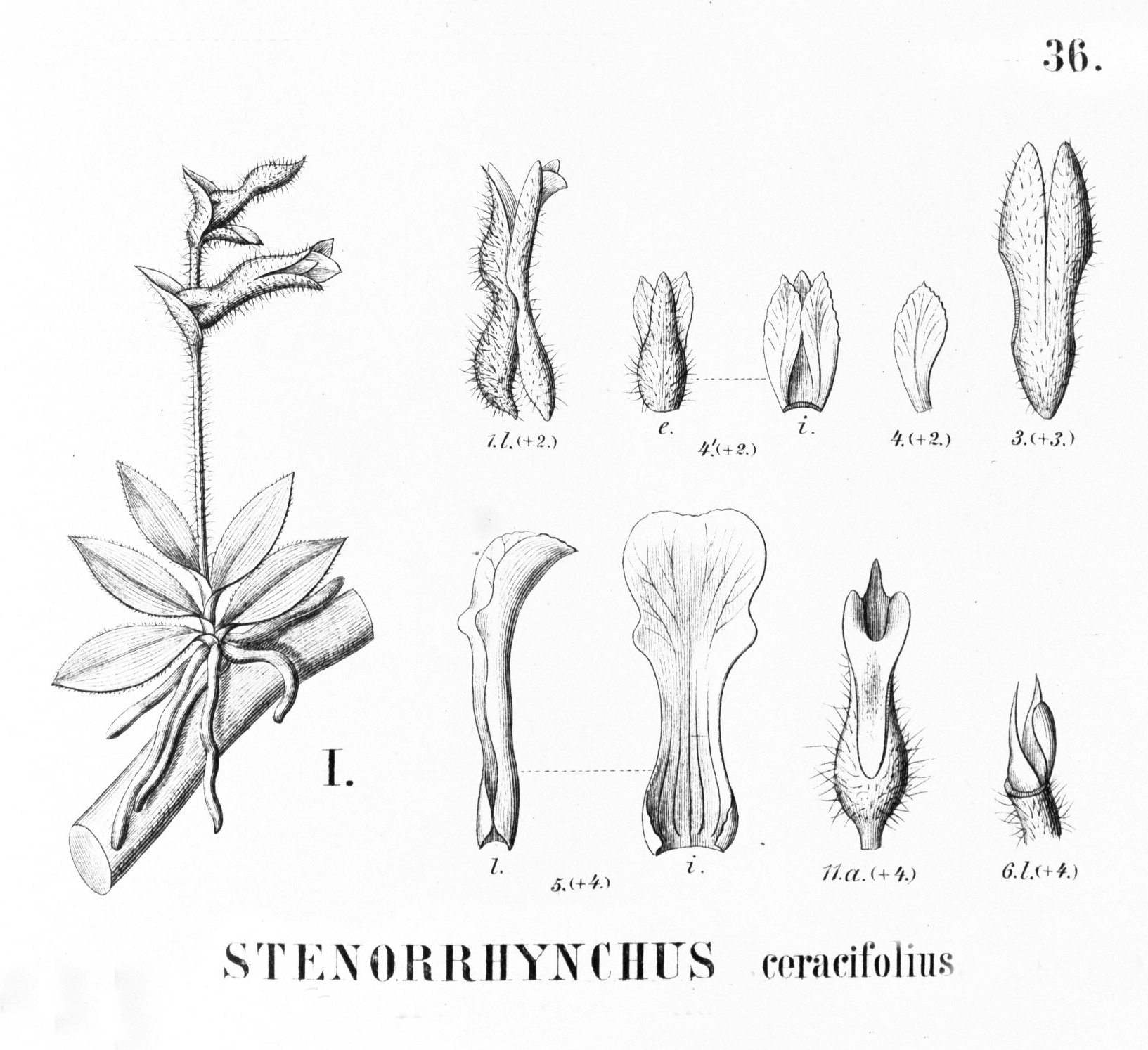
Illustration aus Flora Brasiliensis, von Lankesterella ceracifolia

### Vegetative Merkmale
Sie wachsen terrestrisch oder seltener auch epiphytisch. Es handelt sich um ausdauernde krautigen Pflanzen. Aus den kriechenden, relativ dünnen Rhizomen entspringen die einzelnen Sprossachsen. Die fleischigen, gelegentlich spindelförmig verdickten Wurzeln entspringen büschelweise an der Basis der Sprossachse, selten entlang des Rhizoms. Die mykoheterotrophe Degranvillea dermaptera besitzt keine Wurzeln, dafür aber ein verdicktes, verzweigtes Rhizom.
Die meist wenigen Laubblätter sind meist zu einer grundständigen Rosette spiralig angeordnet, seltener sind sie mehr oder weniger gleichmäßig an der Sprossachse verteilt. Einige Arten besitzen nur ein Blatt je Spross. Die Laubblätter sind sitzend oder häufig gestielt. Die Blattbasen umfassen den Stängel, es gibt kein Trenngewebe zwischen Blattgrund und Spreite.

Einige mykotrophe Arten besitzen keine grünen Blätter, sondern nur bräunliche, schuppenartige Niederblätter.

### Generative Merkmale
Meist ist ein Blütenstandsschaft ausgebildet an dem einige Hochblätter sitzen. Im traubigen Blütenstand stehen einige bis viele Blüten zusammen.
Die Blüten sind meist resupiniert. Der Fruchtknoten ist häufig verdreht. Die zwittrigen Blüten sind zygomorph und dreizählig. Die Blütenhüllblätter formen eine Röhre. Die drei äußeren Blütenhüllblätter sind frei oder teilweise miteinander verwachsen. Die seitlichen Sepalen laufen oft an der Basis ein Stück weit am Fruchtknoten herab und bilden ein schüssel- oder spornartiges Nektarium. Das obere Sepal ist konkav, ihm haften die seitlichen Petalen an; zusammen bilden sie eine Haube über der Blüte. Die Lippe ist am Grund meist mit zwei nach hinten gerichteten Nektardrüsen versehen. Die Seiten der Lippe sind nach oben geschlagen und haften der Säule an. Das Staubblatt liegt parallel zur Säulenachse. Es enthält zwei Pollinien, die jeweils durch eine Längsfurche mehr oder weniger zweigeteilt sind, selten sind vier Pollinien vorhanden. Der Pollen ist in Tetraden organisiert, diese zu mehreren kleinen Pollenbröcken (Massulae) zusammenhaftend. Am Ende oder an der Unterseite der Pollinien befindet sich die Klebscheibe (Viscidium). Die Pollenkörner innerhalb der Pollinien treten in zwei Formen auf: zum Viscidium hin bilden sie ein Stielchen aus dichtgepackten, wahrscheinlich sterilen Pollenkörnern, die Tetraden an der Basis sind viel lockerer. Der Übergang zwischen beiden Formen ist graduell. Die Narbe ist ganzrandig oder zweigelappt.

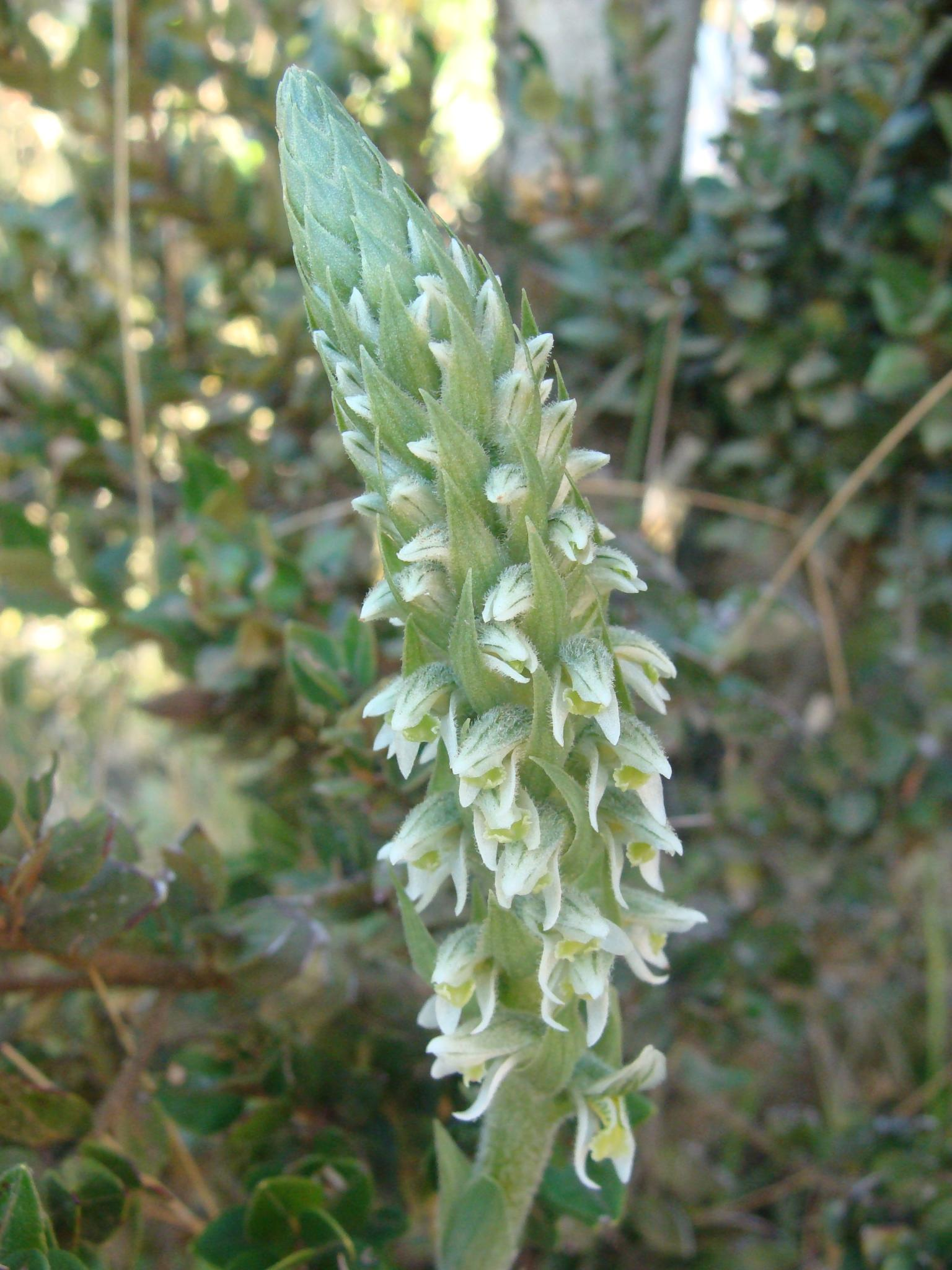
Brachystele unilateralis

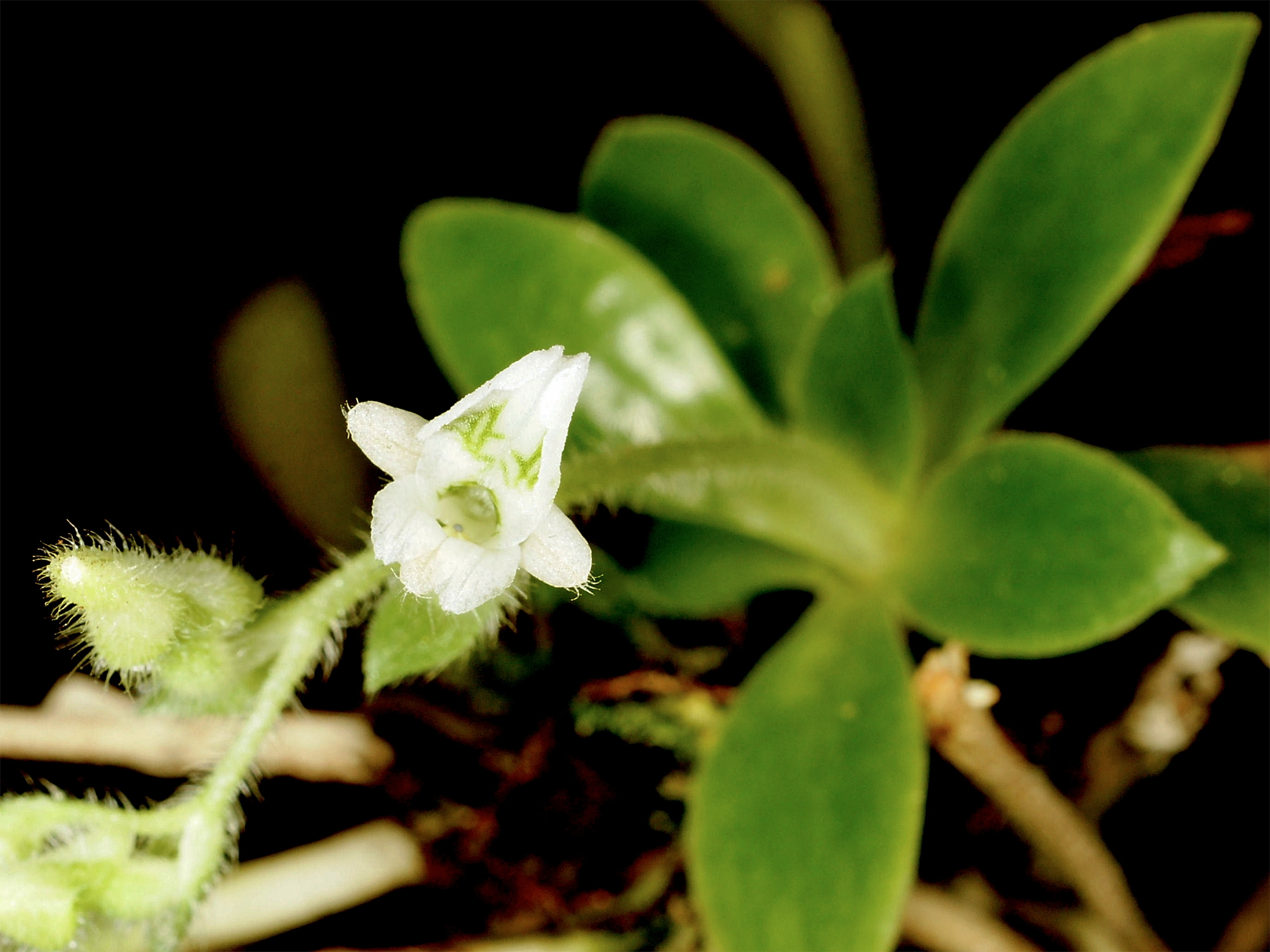
Lankasterella ceracifolia

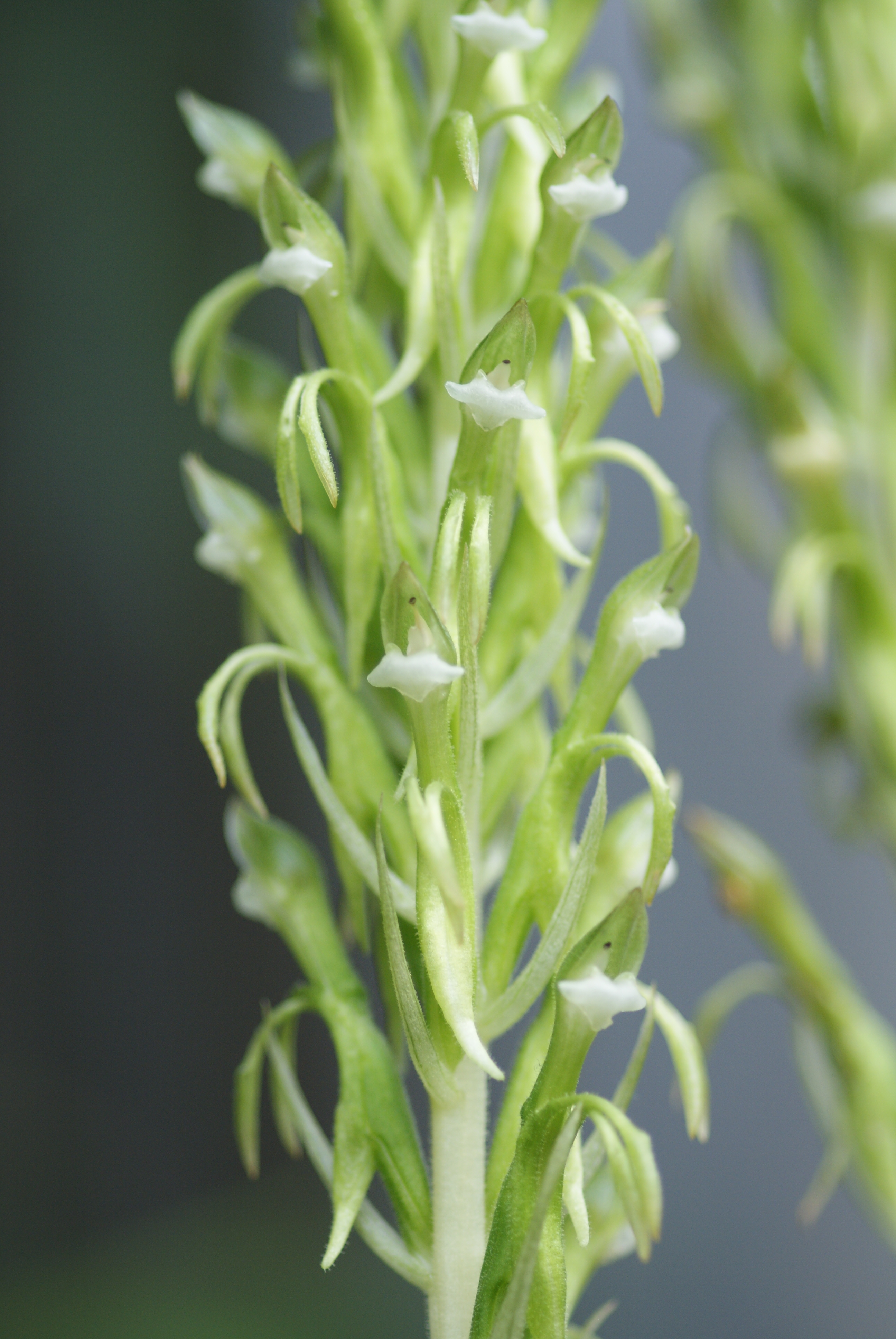
Pelexia laxa

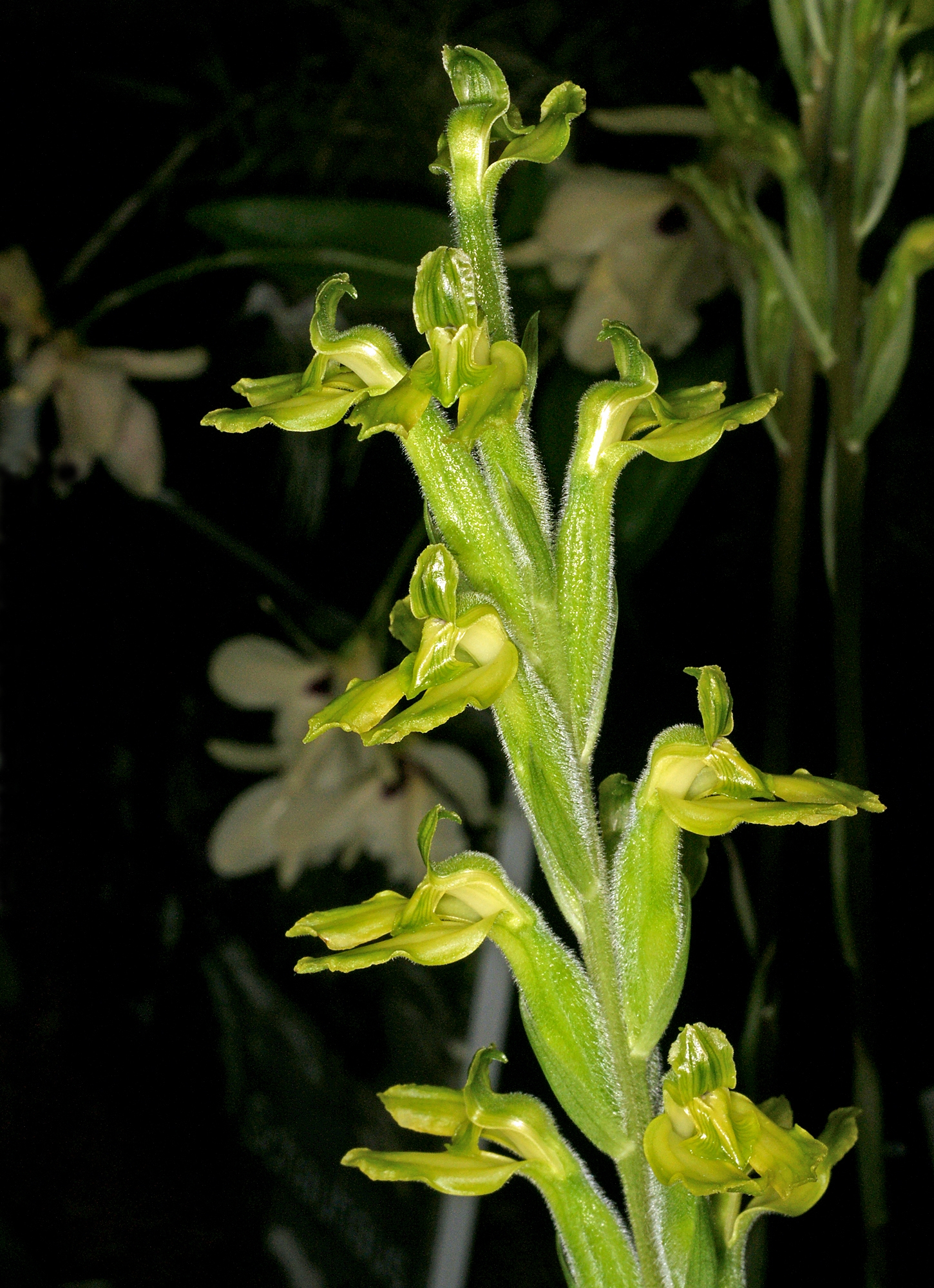
Sarcoglottis sceptrodes

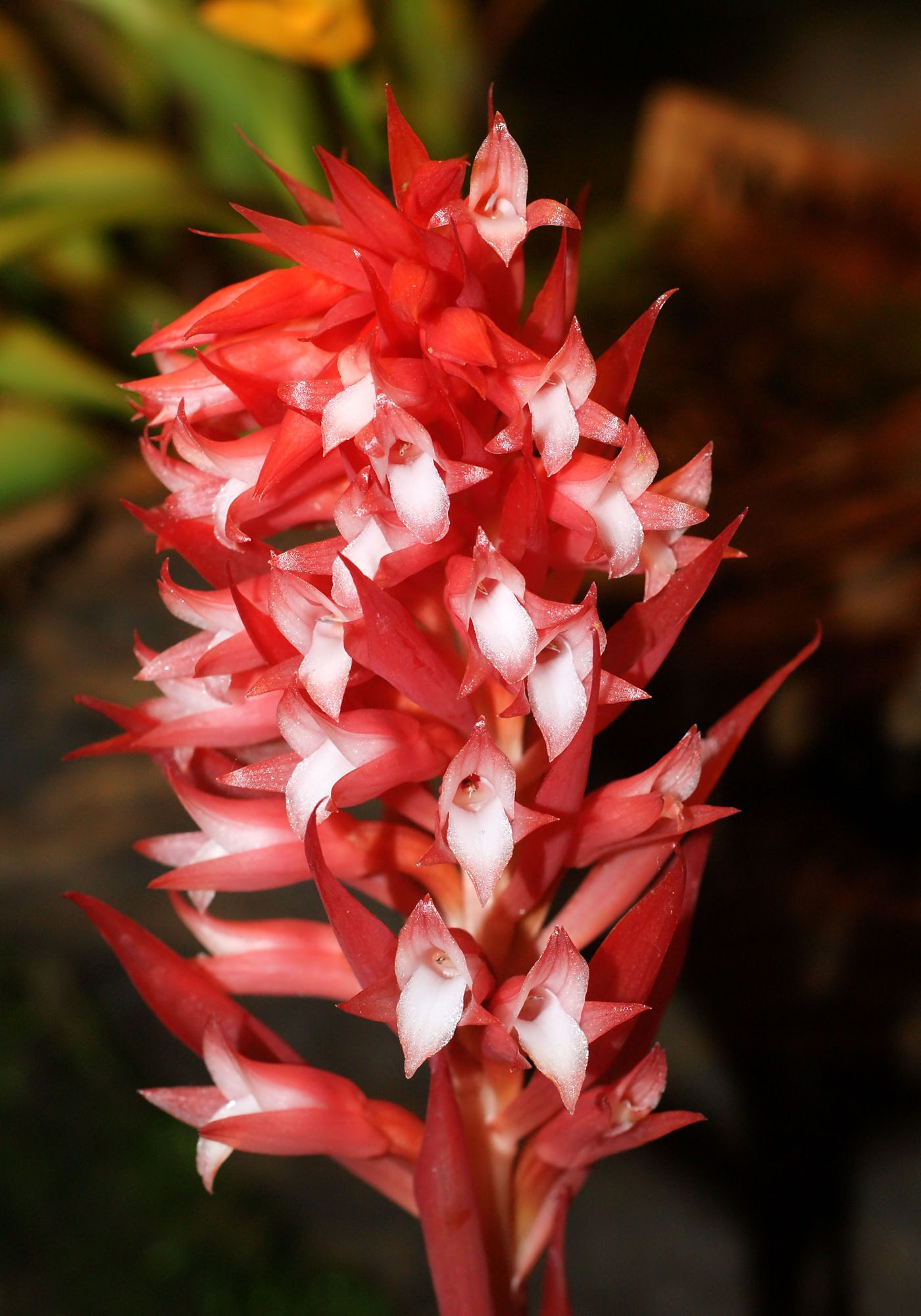
Stenorrhynchos speciosum

## Systematik, botanische Geschichte und Verbreitung

### Botanische Geschichte
Eine Gruppe von Gattungen rund um Spiranthes wurde schon 1840 von John Lindley unter dem Namen „Spiranthidae“ zusammengefasst. Rudolf Schlechter stellte 1920 einige morphologische Erkennungsmerkmale zusammen und gab der Gruppe einen Umfang, der auch heute noch in etwa Gültigkeit hat. Die nächsten größeren Bearbeitungen erfolgten zeitgleich 1982 von Leslie Garay und Pamela Burns-Balogh, wobei sich ihre Konzepte deutlich voneinander unterschieden – Garay unterschied 44 Gattungen, Burns-Balogh nur 17.
Genetische Untersuchungen hatten 2003 gezeigt, dass einige Gattungen, die früher zur Subtribus Spiranthinae gezählt wurden, näher mit anderen Gruppen verwandt sind: Nothostele und Pseudocranichis wurde zur Subtribus Cranichidinae gestellt, Manniella bildet eine eigene Subtribus Manniellinae. Garays Aufteilung in etwa 40 Gattungen folgend, ergeben sich 2003 vier verwandtschaftliche Gruppierungen: erstens Stenorrhynchos und die nahe verwandten Eltroplectris, Mesadenella, Pteroglossa und Sacoila; zweitens die Pelexia-Gruppe mit Coccineorchis, Cyclopogon, Odontorrhynchus, Sarcoglottis und Veyretia; drittens Eurystyles und Lankesterella; viertens eine Gruppe hauptsächlich zentralamerikanischer Gattungen und Spiranthes.
2011 stellte sich heraus, dass Nothostele doch zur Subtribus Spiranthinae gehört.

### Gattungen und ihre Verbreitung
Die etwa 40 Gattungen sind hauptsächlich in der Neotropis verbreitet. Die meisten Spiranthes-Arten kommen in Nordamerika vor, einige Arten dieser Gattung kommen auch Europa, Nordafrika, Asien und Australien vor. Cyclopogon obliquus ist in einigen Gegenden Südostasiens ein Neophyt.
Die Subtribus Spiranthinae enthält (Stand 2018) etwa 40 Gattungen mit etwa 500 Arten:
- Aracamunia Carnevali & I.Ramírez: Sie wurde 1989 aufgestellt und es gibt nur eine Art:[5]
  - Aracamunia liesneri Carnevali & I.Ramírez: Sie kommt in Venezuela nur im Bundesstaat Amazonas vor.[5]
- Aulosepalum Garay (Syn.: Deiregynopsis Rauschert nom. illeg., Gamosepalum Schltr. nom. illeg., Gracielanthus R.González & Szlach.): Die seit 2019 etwa neun Arten kommen von Mexiko bis Zentralamerika vor.[5]
- Beloglottis Schltr.: Die etwa sieben Arten sind vom südlichen Florida über Zentralamerika und auf Karibischen Inseln bis ins tropische Südamerika weitverbreitet.[5]
- Brachystele Schltr. (Syn.: Diskyphogyne Szlach. & R.González): Die seit 2019 etwa 20 Arten sind von Mexiko über Zentralamerika bis ins tropische Südamerika weitverbreitet.[5]
- Buchtienia Schltr.: Die seit 2015 etwa vier Arten sind vom westlichen Südamerika bis Paraguay sowie Brasilien verbreitet.[5]
- Coccineorchis Schltr.: Die seit 2019 etwa acht Arten sind von Mexiko über Zentralamerika und im westlichen Südamerika bis Peru weitverbreitet.[5]
- Cotylolabium Garay: Es gibt nur eine Art:[5][6][1]
  - Cotylolabium lutzii (Pabst) Garay (Syn.: Stenorrhynchos lutzii Pabst, Spiranthes lutzii (Pabst) H.G.Jones): Dieser gefährdete Endemit gedeiht nur auf einem Berggipfel dem Pico da Bandeira der Serra do Caparaó im südöstlichen Brasilien vor. Es gibt nur einen Fundort mit wenigen Zehnern von Exemplaren.[6]
- Cybebus Garay: Es gibt nur eine Art:[5]
  - Cybebus grandis Garay: Sie kommt in Kolumbien und im nördlichen Ecuador vor.[5]
- Cyclopogon C.Presl (Syn.: Beadlea Small, Cocleorchis Szlach., Stigmatosema Garay, Warscaea Szlach.): Die seit 2018 etwa 113 Arten sind vom südlichen Florida über karibische Inseln und von Mexiko über Zentralamerika bis ins tropische Südamerika weitverbreitet.[5]
- Degranvillea Determann: Sie wurde 1985 aufgestellt und es gibt nur eine Art:[5]
  - Degranvillea dermaptera Determann: Sie kommt in Französisch-Guayana und in Suriname vor.[5]
- Deiregyne Schltr. (Syn.: Burnsbaloghia Szlach., Dithyridanthus Garay, Oestlundorchis Szlach., Triceratostris (Szlach.) Szlach. & R.González): Die seit 2014 etwa 22 Arten sind von Mexiko über Guatemala bis Honduras verbreitet.[5]
- Dichromanthus Garay (Syn.: Cutsis Burns-Bal., E.W.Greenw. & R.González): Die seit 2009 etwa vier Arten sind vom südlichen Arizona sowie südwestlichen Texas über Mexiko und Guatemala bis Honduras verbreitet.[5]
- Eltroplectris Raf. (Syn.: Centrogenium Schltr.): Die seit 2017 etwa 14 Arten sind vom südlichen Florida über viele Karibische Inseln bis zum tropischen Südamerika verbreitet.[5]
- Espinhassoa Salazar & J.A.N.Bat.: Sie wurde 2019 aufgestellt und enthält nur zwei Arten im südöstlichen Brasilien.[7]
- Eurystyles Wawra[1] (Syn.: Pseudoeurystyles Hoehne, Synanthes Burns-Bal., H.Rob. & Merc.S.Foster, Trachelosiphon Schltr.): Die seit 2019 etwa 21 Arten sind vom südlichen Mexiko über Zentralamerika und auf karibischen Inseln bis ins tropische Südamerika weitverbreitet.[5]
- Funkiella Schltr.: Die seit 2011 etwa elf Arten sind von Mexiko bis Zentralamerika verbreitet.[5]
- Greenwoodiella Salazar: Sie wurde 2016 aufgestellt. Die etwa drei Arten sind von Texas über Mexiko bis Zentralamerika, Kuba sowie Hispaniola verbreitet.[8]
- Hapalorchis Schltr.:[1] Die seit 2019 etwa zwölf Arten sind in der Neotropis weitverbreitet.[5]
- Helonoma Garay (Syn.: Wallnoeferia Szlach.): Die seit 2009 etwa vier Arten sind im tropischen Südamerika verbreitet.[5]
- Kionophyton Garay (Syn.: Greenwoodia Burns-Bal.): Die seit 2004 etwa drei Arten sind von Mexiko bis Guatemala verbreitet.[5]
- Lankesterella Ames (Syn.: Cladobium Schltr. nom. illeg.):[1] Die seit 2004 etwa elf Arten sind in der Neotropis verbreitet.[5]
- Lyroglossa Schltr.: Von den nur zwei Arten kommt die eine nur vom mexikanischen Bundesstaat Veracruz bis Belize vor und die andere ist auf der Insel Trinidad sowie im tropischen Südamerika verbreitet.[5]
- Mesadenella Pabst & Garay (Syn.: Garaya Szlach.): Die seit 2014 etwa 14 Arten sind in der Neotropis verbreitet.[5]
- Mesadenus Schltr.: Die seit 2019 nur noch etwa vier Arten sind von Florida bis zu Karibischen Inseln und von Mexiko bis Zentralamerika verbreitet.[5] Einige Arten wurden 2019 in die Gattung Espinhassoa gestellt.[7]
- Microthelys Garay (Syn.: Ecuadoria Dodson & Dressler): Die seit 2004 etwa sieben Arten sind von New Mexico über Mexiko bis Zentralamerika und Ecuador verbreitet.[5]
- Nothostele Garay: Die seit 2011 zwei Arten[5] im zentralen Brasilien nur in den Bundesstaaten Minas Gerais sowie Goiás und im Distrito Federal do Brasil vor.[3][4]
- Odontorrhynchus M.N.Correa: Die etwa sechs Arten sind in Südamerika von Bolivien über Peru bis Chile (drei Arten nur dort) und nördlichen bis nordwestlichen Argentinien verbreitet.[5]
- Pelexia Poit. ex Rich. nom. cons. (Syn.: Adnula Raf., Collea Lindl. nom. rej., Glottisarcon Szlach. & Kolan., Pachygenium (Schltr.) Szlach.): Die seit 2019 etwa 90 Arten sind in der Neotropis weitverbreitet.[5]
- Physogyne Garay: Die nur drei Arten kommen vom zentralen bis südwestlichen Mexiko vor.[5]
- Pseudogoodyera Schltr.: Es gibt nur eine Art:[5]
  - Pseudogoodyera wrightii (Rchb. f.) Schltr. Sie kommt vom mexikanischen Bundesstaat San Luis Potosí bis Belize, Guatemala und in Kuba vor.[5]
- Pteroglossa Schltr. (Syn.: Callistanthos Szlach., Cogniauxiocharis (Schltr.) Hoehne, Lyrochilus Szlach., Ochyrella Szlach. & R.González): Die seit 2019 etwa 13 Arten sind von Mexiko über Zentralamerika bis Südamerika weitverbreitet.[5]
- Quechua Salazar & L.Jost: Sie wurde 2012 aufgestellt für nur eine Art:[9][1]
  - Quechua glabrescens (T.Hashim.) Salazar & L.Jost (Syn.: Spiranthes glabrescens T.Hashim., Beadlea glabrescens (T.Hashim.) Garay, Cyclopogon glabrescens (T.Hashim.) Dodson, Brako & Zarucchi): Diese Neukombination erfolgte 2012. Sie kommt in den Anden in Peru sowie Ecuador vor.[9]
- Sacoila Raf.: Die seit 2013 etwa acht Arten sind in der Neotropis weitverbreitet.[5]
- Sarcoglottis C.Presl (Syn.: Dothilis Raf., Narica Raf., Synoplectris Raf., Zhukowskia Szlach., R.González & Rutk.): Die seit 2017 etwa 50 Arten sind in der Neotropis weitverbreitet.[5]
- Sauroglossum Lindl. (Syn.: Schidorhynchos Szlach., Synassa Lindl.): Die etwa elf Arten sind in Südamerika verbreitet.[5]
- Schiedeella Schltr. (Syn.: Gularia Garay): Die seit 2009 etwa 18 Arten sind von Arizona sowie das südwestliche Texas über Mexiko bis Zentralamerika und auf karibischen Inseln verbreitet.[5]
- Skeptrostachys Garay: Die etwa zehn Arten sind von Suriname und Brasilien bis Paraguay sowie Uruguay und im nördlichen Argentinien verbreitet.[5]
- Drehwurzen (Spiranthes Rich.): Die 36[1] bis 50 Arten kommen hauptsächlich in Nordamerika, aber auch aus Europa, Asien, Afrika und Australien vor.[5] Der Umfang dieser Gattung wird kontrovers diskutiert.
- Sotoa Salazar: Sie wurde 2010 aufgestellt und die einzige Art wurde aus der Gattung Deiregyne Schltr. ausgegliedert:[10]
  - Sotoa confusa (Garay) Salazar (Syn.: Deiregyne confusa Garay, Spiranthes confusa (Garay) Kartesz & Ghandi, Schiedeella confusa (Garay) Espejo & López-Ferrari, Funkiella durangensis subsp. confusa (Garay) Szlach., Funkiella confusa (Garay) Szlach., Rutkowski & Mytnik): Diese Neukombination erfolgte 2010. Sie kommt von den südlichen USA bis in semiaride Gebiete in Mexiko vor.[10]
- Stalkya Garay: Es gibt nur eine Art:[5]
  - Stalkya muscicola (Garay & Dunst.) Garay: Dieser Endemit kommt in Venezuela nur im Bundesstaat Mérida vor.[5]
- Stenorrhynchos Rich. ex Spreng.
- Svenkoeltzia Burns-Bal.: Die etwa drei Arten kommen in Mexiko vor.[5]
- Thelyschista Garay: Es gibt nur eine Art:[5]
  - Thelyschista ghillanyi (Pabst) Garay: Sie kommt im nordöstlichen Brasilien vor.[5]
- Veyretia Szlach.: Die etwa elf Arten kommen die auf der Insel Trinidad und im tropischen Südamerika vor.[5]

Nicht mehr zur Subtribus Spiranthinae gehören:
- Discyphus Schltr. gehört zur Subtribus Discyphinae Salazar & van den Berg, die 2014 aufgestellt wurde:[1] Es gibt nur eine Art:[5]
  - Discyphus scopulariae (Rchb. f.) Schltr.: Sie kommt in zwei Varietäten von Panama bis ins nordöstliche Brasilien und auf der Insel Trinidad vor.[5]
- Galeottiella Schltr. gehört zur Subtribus Galeottiellinae Salazar & M.W.Chase, die 2002 aufgestellt wurde:[1] Die nur zwei Arten kommen von Mexiko bis Guatemala vor.[5]

## Belege
Die Informationen dieses Artikels stammen aus:

## Weiterführende Literatur
- Marcin Górniak, J. Mytnik-Ejsmont, Piotr Rutkowski, P. Tukałło, J. Minasiewicz, Dariusz L. Szlachetko: Phylogenetic relationships within the subtribe Spiranthinae s.l. (Orchidaceae) inferred from the nuclear ITS region. In: Biodiversity Research and Conservation, 1–2, 2006, S. 18–24.
- Piotr Rutkowski, Dariusz L. Szlachetko, Marcin Górniak: Phylogeny and taxonomy of the subtribes Spiranthinae, Stenorrhynchidinae and Cyclopogoninae (Spirantheae, Orchidaceae) in Central and South America. Wydawnictwo Uniwersytetu Gdańskiego, Gdánski, 2008, ISBN 9788373265738.
- Coyolxauhqui Figueroa, Gerardo A. Salazar, H. Araceli Zavaleta, E. Mark Engleman: Root character evolution and systematics in Cranichidinae, Prescottiinae and Spiranthinae (Orchidaceae, Cranichideae). In: Annals of Botany, Volume 101, Issue 4, 2008, S. 509–520. doi:10.1093/aob/mcm328
- H. C. Dueñas, J. L. Fernández-Alons: Sinopsis de la subfamilia Spiranthoideae (Orchidaceae) en Colombia, parte II. In: Revista de la Academia Colombiana de Ciencias, Volume 33, 2009, S. 157–181.
- Gerado A. Salazar, L. I. Cabrera, C. van den Berg, E. C. Smidt, J. A. N. Batista, C. N. Fraga, E. L. Borba, Mark W. Chase: Assessment of generic limits and floral evolution in subtribe Spiranthinae (Orchidaceae, Cranichideae) based on phylogenetic analysis of plastid and nuclear DNA sequences. In: Botany, 2011. Healing the Planet, Abstracts. St Louis, P. 217.
- Gerado A. Salazar, Lidia I. Cabrera, C. Figueroa: Molecular phylogenetics, floral convergence and systematics of Dichromanthus and Stenorrhynchos (Orchidaceae, Spiranthinae). In: Botanical Journal of the Linnean Society, Volume 167, 2011, S. 1–18.
- Cristiano Roberto Buzatto, Rodrigo B. Singer, Gustavo A. Romero-González, Cássio van den Berg, Gerado A. Salazar: Typifications and taxonomic notes in species of Brazilian Goodyerinae and Spiranthinae (Orchidaceae) described by José Vellozo and Barbosa Rodrigues. In: Taxon, Volume 63, 2013, S. 609–621. doi:10.12705/623.10
- Mark W. Chase, Kenneth M. Cameron, John V. Freudenstein, Alec M. Pridgeon, Gerardo Salazar, Cássio Berg and André Schuiteman: An updated classification of Orchidaceae. In: Botanical Journal of the Linnean Society, Volume 177, Issue 2, 2015, S. 151–174. doi:10.1111/boj.12234
- Leonardo Guimarães, Gerado A. Salazar, Fábio Barros: Lectotypifications and taxonomic notes in the Stenorrhynchos clade (Spiranthinae, Orchidaceae). In: Phytotaxa, Volume 394, Issue 1, Februar 2019. doi:10.11646/phytotaxa.394.1.9
- Dariusz L. Szlachetko, Marta Kolanowska, Slawomir Nowak: Spiranthoideae - Spirantheae. In: Dariusz L. Szlachetko, Marta Kolanowska (Hrsg.): Materials to the Orchid Flora of Colombia. Volume 2, Oberreifenberg, August 2019, Koeltz Botanical Books, ISBN 978-3-946583-23-3.